# Real Madrid Club de Fútbol 1982-1983
Questa voce raccoglie le informazioni riguardanti il Real Madrid Club de Fútbol nelle competizioni ufficiali della stagione 1982-1983.

## Rosa
| N. |                        | Ruolo | Calciatore               |
| -- | ---------------------- | ----- | ------------------------ |
|    | Spagna (bandiera)      | P     | Agustín Rodríguez        |
|    | Spagna (bandiera)      | P     | Mariano García Remón     |
|    | Spagna (bandiera)      | P     | Miguel Ángel González    |
|    | Spagna (bandiera)      | D     | José Antonio Camacho     |
|    | Paesi Bassi (bandiera) | D     | John Metgod              |
|    | Spagna (bandiera)      | D     | Juan José Jiménez Collar |
|    | Spagna (bandiera)      | D     | Francisco Bonet Serrano  |
|    | Spagna (bandiera)      | D     | Alfonso Fraile           |
|    | Spagna (bandiera)      | D     | Isidoro San José         |
|    | Spagna (bandiera)      | D     | José Antonio Salguero    |
|    | Spagna (bandiera)      | D     | Chendo                   |
|    | Spagna (bandiera)      | C     | Ángel de los Santos      |

| N. |                           | Ruolo | Calciatore                 |
| -- | ------------------------- | ----- | -------------------------- |
|    | Spagna (bandiera)         | C     | Ricardo Gallego            |
|    | Germania Ovest (bandiera) | C     | Ulrich Stielike            |
|    | Spagna (bandiera)         | C     | Miguel Ángel Portugal      |
|    | Spagna (bandiera)         | C     | Vicente del Bosque         |
|    | Spagna (bandiera)         | C     | Francisco García Hernández |
|    | Uruguay (bandiera)        | C     | Juan Alberto Acosta        |
|    | Spagna (bandiera)         | A     | Santillana                 |
|    | Spagna (bandiera)         | A     | Juanito                    |
|    | Spagna (bandiera)         | A     | Isidro Díaz González       |
|    | Spagna (bandiera)         | A     | Francisco Pineda           |
|    | Spagna (bandiera)         | A     | Ito                        |
|    | Spagna (bandiera)         | A     | Cholo                      |